# Sphingius
Sphingius là một chi nhện trong họ Liocranidae.